# Tasawar Hayat
Pour les articles homonymes, voir Hayat.
Tasawar Hayat (né le 1er janvier 1969) est un mathématicien pakistanais qui a apporté des contributions pionnières à la recherche en mathématique de la mécanique des fluides. Il est considéré comme l'un des principaux mathématiciens travaillant au Pakistan et est actuellement professeur de mathématiques à l'université Quaid-i-Azam,.

## Biographie
Né à Khanewal, Hayat y reçoit sa première éducation. Il est un ancien élève de l'Université d'Islamabad, actuellement connue sous le nom d'Université Quaid-i-Azam, où il a reçu un baccalauréat ès sciences en mathématiques, en 1988. Avec son baccalauréat universitaire, il a obtenu une médaille d'argent décernée par le conseil d'obtention du diplôme de l'université. Il a terminé son mastère en 1994, suivie par d'une maîtrise en mathématiques en 1992, et d'un doctorat en mathématiques, sous la supervision du Dr Saleem Asghar, en 1999, dans la même institution.
Après avoir rejoint l'université Quaid-i-Azam en tant qu'assistant junior de recherche, Hayat entame ses travaux de recherche en mécanique ondulatoire, en mécanique des fluides, et en mécanique des fluides non newtoniens. Il est devenu assistant senior de recherche en 1995, et maître de conférences en mathématiques en 1998. En 2001, il part en Allemagne, où il devint boursier Alexander von Humboldt à l'Université technique de Darmstadt.
Après avoir terminé ses recherches, Hayat retourne au Pakistan, où il rejoint son alma mater pour devenir professeur adjoint de sciences mathématiques. En 2005, il est promu en tant que professeur associé au département de mathématiques de l'Université Quaid-i-Azam (QAU) et, en 2007, de nouveau promu comme HEC National Professor émérite.
Ses travaux de recherche concernent les domaines du mouvement des vagues, l'acoustique, les ondes électromagnétiques et les ondes élastiques (en), la mécanique des fluides, la théorie de la relativité et la biomécanique. À la QAU, il est membre éminent du Groupe de Mécanique des Fluides  où il supervise actuellement les études post-universitaires.

## Prix et distinctions
En 2005, il reçoit les distinctions Tamgha-e-Imtiaz (en) et Sitara-i-Imtiaz du gouvernement du Pakistan. En 1999, il reçoit la médaille d'or « Raziuddin Siddiqi » de l'Académie des sciences du Pakistan. En 2006, la même académie lui décerne la médaille d'or en mathématiques et lui accorde le statut de fellow de l'académie.
En 1999, il est lauréat du prix Abdus Salam en mathématiques, et en 2000, il est lauréat du prix du jeune scientifique TWAS par la Third World Academy of Sciences
Le gouvernement de l'Iran lui décerne en 2004 le 17ème Prix international Khwarizmi (en). La même année il a reçu le Prix international ISESCO.

## Publications
- avec M. Awais : « Three-dimensional flow of upper convected Maxwell (UCM) fluid over a stretching surface », Int. J. Numerical Methods Fluids, (2010).
- avec Nasir Ali et Saleem Asghar : « Peristaltic motion of a Burger's fluid in a planar channel », Applied Mathematics and Computation (2007).
- avec Nasir Ali : « A mathematical description of peristaltic hydromagnetic flow in a tube », Applied Mathematics and Computation (2007).
- avec Nasir Ali : « Peristaltic motion of a Carreau fluid in an asymmetric channel », Applied Mathematics and Computation 193. (2007).
- avec Nasir Ali, A. M. Siddiqui et Saleem Asghar : « Exact peristaltic flow in tubes with an endoscope », Applied Mathematics and Computation (2006).
- avec Saleem Asghar, M. Mudassar Gulzar : « Rotating flow of a third grade fluid by homotopy analysis method », Applied Mathematics and Computation (2005).
- avec S. Nadeem, A. M. Siddiqui, Saleem Asghar : « An oscillating hydromagnetic non-Newtonian flow in a rotating system », Appl. Math. Lett. (2004).
- avec Masood Khan, Saleem Asghar : « Magnetohydrodynamic flow of an Oldroyd 6-constant fluid », Applied Mathematics and Computation (2004).
- avec R. Naz, Saleem Asghar : « Hall effects on unsteady duct flow of a non-Newtonian fluid in a porous medium », Applied Mathematics and Computation 157(1): 103-114 (2004).
- avec Abdul Majeed Siddiqui, Saleem Asghar : « Some exact solutions of an elastico-viscous fluid », Appl. Math. Lett. (2001).